# El doctor Esparadrapo y su ayudante Gazapo
El doctor Esparadrapo y su ayudante Gazapo es una historieta creada por Francisco Ibáñez en 1964 para la revista Tío Vivo protagonizada por un médico y su incompetente ayudante.

## Características
Esparadrapo es un médico bastante chapucero, como su nombre sugiere, que no parece tener ninguna especialidad concreta ya que trata todos los casos que le llegan, incluyendo algunos de animales, con igual desgana. A lo largo de las historietas recibe a varios pacientes de la alta sociedad con los que siempre se comporta de forma servil. El ya de por sí escaso prestigio del doctor se ve menguado con la intervención de su ayudante, Gazapo, un hombre bizco y alelado al que le gusta "practicar" sus conocimientos médicos con el gato de la consulta.
Las cinco historietas que existen de la pareja médica son de una página.

## Trayectoria editorial
Publicada por primera vez en 1964 en el nº 161 de la revista Tío Vivo, desapareció hasta el año siguiente en que aparecieron cuatro historietas más en la revista Pulgarcito. El incompetente dúo médico no volvió aparecer hasta 1992 en un cameo en la historieta de Mortadelo y Filemón El 35 aniversario.

### Relación completa de historietas
| Publicación        | Argumento |
| Tío Vivo nº 161    | Esparadrapo le comenta a Gazapo que un cliente necesita que le hagan un puente en la boca. Gazapo decide ahorrar trabajo al doctor colocándole un puente…de los de cruzar ríos.                                         |
| Pulgarcito nº 1968 | Gazapo indica a Esparadrapo que en la sala de espera hay un paciente con fractura de dos costillas. Esparadrapo le ordena que lo enyese, pero resulta que en realidad era el carnicero con la factura de dos costillas. |
| Pulgarcito nº 1969 | Esparadrapo ordena a Gazapo que prepare a un paciente para quirófano. Sin embargo el paciente ha escapado y mientras tanto se ha metido en la habitación el inspector de sanidad.                                       |
| Pulgarcito nº 1971 | Gazapo confunde la receta del reuma de la señora Millonetis con la del perro de la señora Percébez. |
| Pulgarcito nº 1972 | Esparadrapo ordena a Gazapo que quite unos pelos del rostro a la señora Dolarini, pero este entiende mal la orden y quita los pelos a la piel de zorro que llevaba puesta.                                              |
|                    | |